# Тихонова, Юлия Владимировна
Ю́лия Влади́мировна Ти́хонова (псевдоним Ю. Владимирова; род. 1958) — российская сценаристка документального кино и телевидения, редактор, автор телепрограмм.

## Биография
В 1983 году окончила фортепианный факультет (класс профессора А. И. Саца) РАМ им. Гнесиных. Работала концертмейстером в Большом театре, на кафедре оперной подготовки в РАМ им. Гнесиных. Сотрудничала с дирижёрами Е. Светлановым, П. Коганом, С. Сондецкисом, А. Ведерниковым, П. Феранецем, выступала в концертах.
С 2002 года — главный редактор студии «Артс Медиацентр». С 2003 — редактор Киновидеостудии Большого театра. Почётный член Российской академии художеств.
Совместно с мужем Никитой, режиссёром-постановщиком и продюсером, снимает документальные фильмы, посвящённые великим музыкантам, артистам балета и оперы, хореографам, а также другим деятелям искусства и явлениям культуры XX века.
Юлия Тихонова — редактор цикловых телепрограмм Телеканала Культура (Россия-К) о Большом театре России «15 подъезд» (в эфире с 01.1998 г. по 06.2000 г.), «Билет в Большой» (в эфире с 09.2000 г.), художественный руководитель и сценарист еженедельных тележурналов «Абсолютный слух» (об истории музыки, в эфире с 10.2009 г. по настоящее время), и «Искусственный отбор» (об истории изобразительного искусства, в эфире с 09.2014 г. по настоящее время).

## Семья
- Отец — Владимир Баранов (1934—2023) — учёный-механик.
- Мать — Ирена Зародзинская (род. 1931) — музыкант.
- Муж — Никита Тихонов (род. 1952) — режиссёр и продюсер.
  - Сыновья:
    - Никита Тихонов-Рау (род. 1980) — режиссёр.
    - Алексей (род. 1986) — экономист.

## Фильмография
- 2003 — «Борис Годунов. Восхождение к премьере»
- 2003 — «Нина Ананиашвили. День до спектакля»
- 2003 — «Суламифь Мессерер. Я хочу рассказать…»
- 2003 — «Марина Семенова. Торжество совершенной красоты»
- 2003 — «Золотой век Асафа Мессерера»
- 2004 — «Екатерина Максимова. Когда танец становится жизнью»
- 2004 — «Ольга Лепешинская. Диалог с легендой»
- 2004 — «AVE МАЙЯ»
- 2005 — «Уланова — навсегда»
- 2005 — «Владимир Васильев. Большой Балет»
- 2005 — «Метаморфозы Леонида Лавровского»
- 2005 — «Раиса Стручкова. Я жила Большим театром»
- 2005 — «Софья Головкина. Судьба моя — балет»
- 2005 — «Стихия по имени Майя» Часть-1  Часть-2
- 2006 — «Марис Лиепа. Поединок с судьбой»
- 2006 — «MARIS» 1-я серия , 2-я серия
- 2007 — «Майя Плисецкая»
- 2007 — «Марк Эрмлер. Под знаком счастливой судьбы»
- 2007 — «Кумир. Сергей Лемешев»
- 2007 — «Андрей Кончаловский. Сцена»
- 2007 — «Ростислав Захаров. По системе Станиславского»
- 2007 — «Яков Флиер. Рыцарь романтизма»
- 2007 — «Александр Ведерников. Золотой бас России»
- 2008 — «Виват, Нина, виват!» (балерина Нина Ананиашвили)
- 2008 — «Владимир Канделаки. Знакомый незнакомец»
- 2008 — «Мастер Генрих»
- 2008 — «Николай Фадеечев»
- 2008 — «Давид Ойстрах. Гений скрипки»
- 2009 — «Симон Вирсаладзе. Музыка цвета»
- 2009 — «Имя музы — Марина» (балерина Марина Кондратьева)
- 2009 — «Екатерина Максимова. Фуэте длиною в жизнь»
- 2009 — «Евгений Онегин. Между прошлым и будущим»
- 2009 — «Агриппина Ваганова. Великая и ужасная»
- 2009 — «Леонид Коган. Неповторимый»
- 2010 — «Ирина Архипова. Архитектура гармонии»
- 2010 — «Париж Сергея Дягилева»
- 2017 — «Мастерская архитектуры с Андреем Черниховым»
- 2017 — «Гия Канчели. Грустная музыка счастливого человека…»
- 2021 — «Александр Чайковский. Я не хотел быть знаменитым…»